# Dysgonia
Dysgonia é um gênero de traça pertencente à família Arctiidae.